# Etrocorema belumensis
Etrocorema belumensis és una espècie d'insecte plecòpter pertanyent a la família dels pèrlids.

## Etimologia
El seu nom científic fa referència al Belum State Park localitzat a l'estat malaisi de Perak.

## Descripció
- Els adults són, en general, de color marró fosc, de grandària mitjana/gran, amb un patró quadrangular de color marró fosc al cap, els dos primers segments de les antenes clars mentre que els restants són marró fosc, les potes davanteres de color marró fosc, els palps marrons i el pronot marró (gairebé tan ample com el cap) amb rugositats lleugerament més clares.
- Les ales anteriors del mascle fan 12,5 mm de llargària i les de la femella 18.
- La femella presenta una placa subgenital i una vagina molt similar a les d'Etrocorema nigrogeniculatum.
- L'ou té forma de gota i no pas l'oval característica d'Etrocorema nigrogeniculatum, fa 0,41 mm de llargada i és una mica més gros que el de l'espècie abans esmentada.
- La larva és bastant similar a la d'Etrocorema nigrogeniculatum, de la qual es diferencia per la presència d'una zona clara darrere dels ulls compostos a la part occipital del cap. Tot i així, aquesta diferència només és possible d'observar en les larves madures, ja que les que tenen una mida inferior no és possible de reconèixer aquest patró de colors.[3]

## Hàbitat
En el seu estadi immadur és aquàtic i viu a l'aigua dolça, mentre que com a adult és terrestre i volador.

## Distribució geogràfica
Es troba a Àsia: Malèsia (la península de Malaca).